# Laurent Jean Baptiste Bérenger-Féraud
Laurent Jean Baptiste Bérenger-Féraud, né à Saint-Paul-du-Var le 9 mai 1832 et mort à Toulon le 21 décembre 1900, est un médecin-chirurgien de marine, ethnologue et écrivain français.

## Biographie
Il est admis à l'école de médecine navale de Toulon en 1850 et interne de l'hôpital civil de Toulon en mars 1851. Il est nommé chirurgien auxiliaire de 3e classe (octobre 1852), il sert en Méditerranée sur la Vedette, l’Utile et l’Eldorado à la division des côtes occidentales d'Afrique puis prend part à la campagne de Crimée sur l’Orénoque, l’Uranie et le Suffren (1854-1855). De nouveau en Méditerranée sur la Mégère (1856) puis l’Isly (1857-1858), il participe aux opérations liées à la guerre d'Italie sur l’Ariège et le Gomer.
En février 1860, il devient docteur en médecine (Montpellier). Au service du prince Jérôme, il embarque alors à ses côtés sur le Jérôme-Bonaparte. En juin 1863, il passe médecin de 1re classe, devient docteur en chirurgie (Paris, 1864) puis, en août 1868, médecin principal et participe en 1870-1871 au siège de Paris comme médecin de la flottille de la Seine.
Chef du service de santé au Sénégal (1872), médecin-chef à Toulon (1873), il est aux commandes du service de santé de la Martinique en 1875 et, membre correspondant de l'Académie de médecine, revient servir à Toulon en 1877.
Médecin en chef de l'escadre de Méditerranée sur le Colbert (1880), il est membre de l'expédition de Tunisie et devient en janvier 1884 directeur du service de santé de la marine à Lorient, puis Cherbourg (1885) et Toulon (1886) et dirige en même temps l’École de médecine de Toulon.
En 1889, il s'installe à Paris et prend sa retraite en août 1892 et meurt à Toulon le 21 décembre 1900.

## Récompenses et distinctions
- Chevalier (15 août 1862), officier (28 janvier 1877) puis commandeur de la Légion d'honneur (9 juillet 1888)[1].

## Publications
On lui doit de nombreux ouvrages médicaux spécialisés sur les fractures et les maladies tropicales ainsi que des travaux d'ethnologie et de folklore.

### Médecine
- De quelques mesures prophylactiques à opposer sur les navires de l'état à l'encombrement, cause essentielle du typhus, 1860
- Des fractures en V au point de vue de leur gravité et de leur traitement, 1864
- Étude sur l'action antiblennorrhagique de la digitale, 1867
- De la Ligature des os dans les fractures compliquées, 1868
- De la Dilatation du canal par l'urine elle-même dans les cas de rétrécissement de l'urèthre, 1870
- Traité de l'immobilisation directe des fragments osseux dans les fractures, 1870
- Traité des fractures non consolidées ou pseudarthroses, 1871
- Traité clinique des maladies des Européens au Sénégal, 2 vol., 1875-1878
- De la Fièvre dite bilieuse inflammatoire aux Antilles et dans l'Amérique tropicale, étude clinique faite dans les hôpitaux militaires de la Martinique, 1878
- Saint-Mandrier, près Toulon, contribution à l'histoire de la localité et de l'hôpital maritime, 1881
- Traité clinique des maladies des Européens aux Antilles (Martinique), 1881
- Traité théorique et clinique de la dysenterie, diarrhée et dysenterie aiguës et chroniques, 1883
- Traité théorique & clinique de la fièvre jaune, 1890
- Cycle biologique des taenias de l'homme, 1892
- Notice sur les services et travaux scientifiques de M. Bérenger-Féraud, Paris, 1875 [lire en ligne]

### Ethnologie
- De la Fièvre bilieuse mélanurique des pays chauds comparée avec la fièvre jaune, étude clinique faite au Sénégal, 1874
- Les Peuplades de la Sénégambie. Histoire, ethnographie, mœurs et coutumes, etc, 1879
- Étude sur les populations de la Casamance (côte ouest de l'Afrique intertropicale), 1890

### Folklore
- La Race provençale, caractères anthropologiques, mœurs, coutumes, aptitudes, etc., etc., de ses peuplades d'origine, 1883
- Réminiscences populaires de la Provence, 1885 [lire en ligne]
- Recueil de contes populaires de la Sénégambie, 1885
- Contes populaires des Provençaux de l'Antiquité et du Moyen âge, 1887
- Les Légendes de la Provence, 1888
- Superstitions et survivances étudiées au point de vue de leur origine et de leurs transformations, 5 vol., 1896
- Les Provençaux à travers les âges, 1900

### Biographie
- Le Baron Hippolyte Larrey, Fayard, 1899

### Histoire
- Saint-Mandrier près Toulon. Contribution à l'Histoire de la localité et de l'hôpital maritime, Ernest Leroux éditeur, Paris, 1881
- La campagne de Marius en Provence (104-101 av. J.C.), 1895